# Tyjhlaš
Tyjhlaš, česky také Téglás, ukrajinsky Тийглаш, maďarsky Kistéglás, je obec na Ukrajině, v Zakarpatské oblasti, v okrese Užhorod, v surtské vesnické komunitě. V roce 2001 zde žilo 551 obyvatel, z toho 82,94 % obyvatel bylo maďarské národnosti.

## Historie
První obyvatelé vesnice byly rodiny zabývající se přívozem přes Latoricu. V roce 1890 zde stálo téměř 100 domů. Do podepsání Trianonské smlouvy byla ves, pod názvem Kistéglás, součástí Uherska, poté byla součástí Československa. Obec byla za první československé republiky vedena pod názvem Téglás; byla součástí okresu Kráľovský Chlmec, který byl součástí Země Slovenské. V roce 1921 v Téglásu žilo 456 obyvatel, z toho 445 obyvatel bylo maďarské národnosti. V roce 1938 byla obec v důsledku první vídeňské arbitráže přičleněna k Maďarsku. Od roku 1945 byla ves součástí Sovětského svazu, resp. Ukrajinské sovětské socialistické republiky; nakonec od roku 1991 je součástí samostatné Ukrajiny.